# Elisabeth Kalko
Elisabeth Kalko   (Berlín, 10 d'abril de 1962 - 26 de setembre de 2011) va ser una científica tropical i ecologista alemana que va treballar a la Smithsonian Institution i la Universitat d'Ulm.

## Biografia
Elisabeth Kalko va créixer a la zona d'Heilbronn i ja de ben jove es va interessar molt en la natura i, sobretot, en els animals que tendeixen a ser els que no li agraden a ningú, com per exemple els cucs i les granotes.
Va estudiar biologia des de 1981 a 1991 a la Universitat de Tübingen, Alemanya. Es va doctorar el 1991, del qual la tesi va ser L'ecolocalització i el comportament de caça de tres espècies de ratpenats nans europeus Pipistrellus pipistrellus (Schreber, 1774), Pipistrellus nathuslii (Keyserling et Blasius, 1839) i Pipistrellus kuhli (Kuhl, 1819), en estat salvatge. Els seus estudis de doctorat es van realitzar com a becaria del Programa Nacional de Beques al Mèrit (Studienstiftung, 1984–1987, 1988–1990). De 1991 a 1993, Kalko va realitzar una beca postdoctoral de l'OTAN per a la recerca al Museu Nacional d'Història Natural de la Smithsonian Institution, Washington, DC (EUA) i a l'Institut de Recerca Tropical Smithsonian, Panamà. De 1993 a 1997, va treballar en els programes DFG - Mecanisme de manteniment de la diversitat tropical (grup de recerca) i Diversitat, estructura i dinàmica dels ratpenats neotropicals i va tenir una beca DFG Heisenberg de 1997 a 1999. La va completar l'any 1999 a Tübingen.

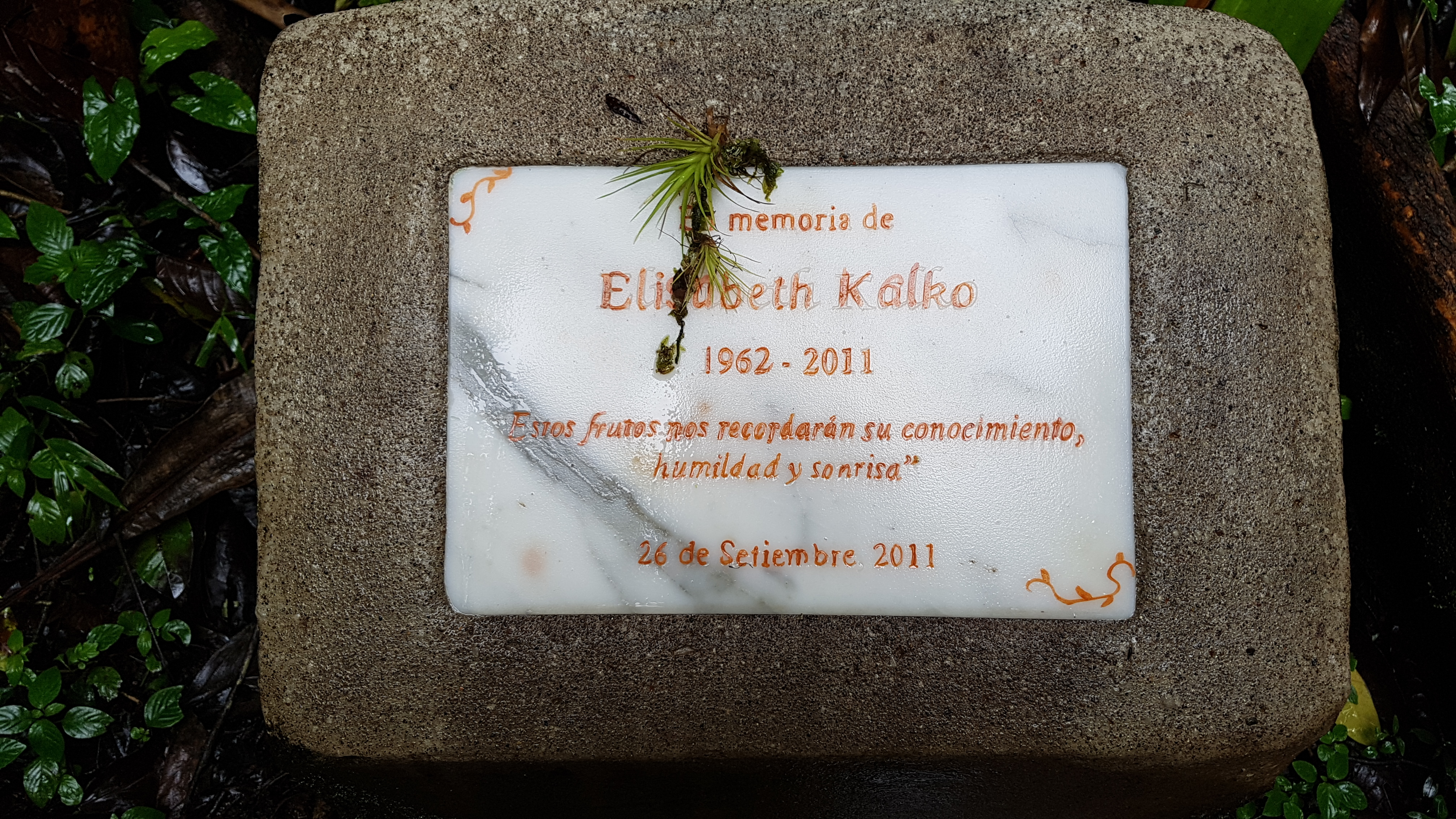
Placa commemorativa al Refugi de Vida Silvestre La Tirimbina, Costa Rica

El 1999, va ser nomenada científica del personal de l'Institut de Recerca Tropical Smithsonian de Panamà. Va passar un temps considerable en expedicions i en institucions científiques als EUA, inclòs el Museu Nacional d'Història Natural de Washington DC, al Congo i a molts altres països. A partir de l'any 2000, Kalko va tenir un nomenament conjunt no només a STRI, sinó també com a directora i professora titular de l'Institut d'Ecologia Experimental de la Universitat d'Ulm a Alemanya. També va mantenir relacions amb el Museu Americà d'Història Natural (AMNH) com a investigadora associada.
Kalko va ser membre del Comitè Nacional Alemany d'Investigació sobre el Canvi Global (2002-2011) i va ser elegida de per vida a l'Acadèmia de Ciències de Heidelberg (2006). Del 2005 al 2011, va ser vicepresidenta de la Societat d'Ecologia Tropical (GTOE) i des del 2008 va ser membre de la Comissió del Senat sobre Biodiversitat de la Fundació Alemanya de Recerca (DFG). El mateix any, Kalko es va convertir en cap electe de DIVERSITAS Alemanya. Com a redactora en cap de la revista internacional d'ecologia tropical Ecotropica, va reforçar considerablement el perfil de la revista. Durant la dècada de 2000, va ser una destacada experta en les àrees de l'ecologia de la comunitat de ratpenats, l'ecolocalització i el comportament dels ratpenats.
Kalko va morir durant una visita a Tanzània el 26 de setembre de 2011. Es desconeix la causa de la seva mort.

## Recerca
La investigació de Kalko va destacar la importància dels ratpenats per al manteniment dels boscos tropicals i va revelar que la intensitat del senyal d'ecolocalització ha estat un aspecte molt subestimat en la investigació d'ecolocalització (enllaços a continuació). Kalko va iniciar i dirigir una sèrie de projectes de la Fundació Alemanya de Recerca (DFG) sobre l'ecologia dels ratpenats tropicals, la biodiversitat i les zoonosis a tots els continents, i va encapçalar la investigació en bioacústica finançada per la UE.